# Majdan Sopocki Pierwszy
Majdan Sopocki Pierwszy (prononciation [ˈmai̯dan sɔˈpɔt͡ski ˈpjɛrfʂɨ]) est un village de la gmina de Susiec, du powiat de Tomaszów Lubelski, dans la voïvodie de Lublin, situé dans l'est de la Pologne.
Il se situe à environ 18 kilomètres à l'ouest de Tomaszów Lubelski (siège du powiat) et 97 kilomètres au sud-est de Lublin (capitale de la voïvodie).
Le village compte approximativement une population de 510 habitants.

## Administration
De 1975 à 1998, le village est attaché administrativement à l'ancienne voïvodie de Zamość.

Depuis 1999, il fait partie de la nouvelle voïvodie de Lublin.